# Kirchberg an der Raab
Kirchberg an der Raab é um município da Áustria, situado no distrito de Südoststeiermark, no estado da Estíria. Tem 43,9 km² de área e sua população em 2019 foi estimada em 4.498 habitantes.